# Salvador de Madariagagebouw

Het Salvador de Madariagagebouw

Het Salvador de Madariagagebouw (SDM) is een gebouw van het Europees Parlement in het Franse Straatsburg in de wijk Wacken buiten het historische centrum. Het gebouw werd vernoemd naar Spaans diplomaat Salvador de Madariaga. Het gebouw sluit aan op het Winston Churchillgebouw.